# Přišla v noci
Přišla v noci je český film z roku 2023 dvojice režisérů Jana Vejnara a Tomáše Pavlíčka s komediálními a hororovými prvky.

## Příběh
Příběh komorního filmu pojednává o mladém páru Anety (Annette Nesvadbová) a Jirky (Jiří Rendl), ke kterému se nastěhuje Jirkova matka (Simona Peková).

## Uvedení
Film měl světovou premiéru na Mezinárodním filmovém festivalu v Karlových Varech v roce 2023, do kin byl uveden 2. listopadu 2023 společností Artcam Films. Na Cenách české filmové kritiky získal 3 ocenění včetně nejlepší herečky a nejlepšího filmu.

## Obsazení
| Simona Peková      | Valerie |
| Annette Nesvadbová | Aneta   |
| Jiří Rendl         | Jirka   |
| Vladimír Kratina   | Kocour  |
| Judit Pecháček     |         |
| Denisa Barešová    | Natálka |
| Michal Kern        |         |

## Galerie
- Režiséři Jan Vejnar, Tomáš Pavlíček a herečka Simona Peková
- Režisér Tomáš Pavlíček a producentka Eva Pavlíčková
- Režiséři Jan Vejnar a Tomáš Pavlíček
- Štáb filmu na Cenách české filmové kritiky 2023
- Focení na Cenách filmové kritiky
- Simona Peková

## Recenze
- Jonáš Zbořil, Seznam Zprávy, 6. července 2023
- Martin Svoboda, Kinobox